# Radicaal 194
Van de in totaal 214 Kangxi-radicalen heeft radicaal 194 de betekenis geest, spook en demon. Het is een van de acht radicalen die bestaat uit tien strepen.

## Karakters met het radicaal 194

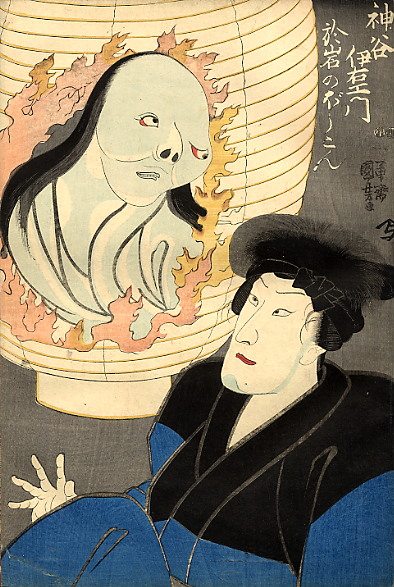
Yūrei, een Japans spook, in een lantaarn.

| Strepen | Karakter          |
| ------- | ----------------- |
| + 0     | 鬼                |
| + 3     | 鬽                |
| + 4     | 鬾 鬿 魀 魁 魂    |
| + 5     | 魃 魄 魅 魆       |
| + 6     | 魇                |
| + 7     | 魈 魉             |
| + 8     | 魊 魋 魌 魍 魎 魏 |
| + 10    | 魐                |
| + 11    | 魑 魒 魓 魔       |
| + 12    | 魕 魖             |
| + 14    | 魗 魘 魙          |

Orakelbotkarakter
Bronskarakter
Klein zegelkarakter